# Contredanse
Contredanse is een documentatiecentrum voor moderne dans gefinancierd door de Franse Gemeenschap van België en is gevestigd in Brussel. Het voorziet choreografen en dansers van hulpmiddelen om hun studiopraktijk te verbinden met academisch onderzoek door documentatie aan te bieden met betrekking tot filosofie in verband met beweging, het lichaam, compositie en over de geschiedenis van de discipline. Ze leveren diensten zoals informatieverstrekking over de sector, het organiseren van trainingen en de publicatie van documentatie.
De naam van de organisatie wijst op "contredanse", een dansstijl waarvoor voor het eerst een notatiesysteem ontwikkeld werd. Dit systeem ligt aan de basis van het dansnotatiesysteem dat tot het midden van de 19e eeuw de standaard zou blijven.

## Geschiedenis
Contredanse werd opgericht in 1984 door danser en choreografe Patricia Kuypers met het doel om de ontwikkeling van choreografie te steunen en om in Brussel werkzame dansers in contact te brengen met grote namen uit de internationale danswereld. Het Dance Documentation Center werd in 1985 gesticht door Claire Destrée. In 1990 lanceerde Contredanse hun tijdschrift Nouvelles de Danse om Brusselse dansers te helpen om hun danspraktijk theoretisch te onderbouwen. Sinds 1997 publiceert Contredanse een onafhankelijke nieuwspublicatie en worden in het tijdschrift alleen artikelen gepubliceerd rond innovatieve ideeën.

## Communicatie, training en evenementen
Contredanse informeert de danswereld over audities, festivals en trainingen in de Franstalige gemeenschap, zowel op nationaal als internationaal niveau. Contredanse organiseert ook masterclasses rond diverse thematieken, zoals compositie, somatische technieken, improvisatie en nieuwe technologieën. In het verleden heette Contredanse internationaal gerenommeerde choreografen welkom, zoals Susanne Linke, Trisha Brown, Dana Reitz, Jennifer Tipton, Barre Phillips, Josef Nadj, Julyen Hamilton, Katie Duck, Simone Forti, Susan Buirge, Nancy Stark Smith, Lisa Nelson, Bonnie Bainbridge Cohen, Mark Coniglio, Dawn Stopiello en Steve Paxton. Daarnaast organiseert het centrum voorstellingen, tentoonstellingen, seminaries, rondetafelgesprekken, conferenties en boekpublicaties.

## Dance Documentation Center
Hun archief, het Dance Documentation Center, is openbaar toegankelijk en verzamelt bronnen met betrekking tot choreografie en ideeën, praktijk en filosofie in verband met hedendaagse dans. Hun collecties bestaan uit boeken, artikels, tijdschriften, programma's, persartikelen alsmede foto's en audiovisueel materiaal.

## Publicaties
- Nouvelles de Danse news review wordt elke drie maanden uitgegeven en bevat informatie over voorstellingen in België, nieuwe werken, projecten rond choreografie en debatten.[3]